# 이창석
이창석(李昌錫, 1996년 4월 27일 ~ )은 대한민국의 바둑 기사이다. 한국기원 소속의 9단이다.

## 약력
서울 출신으로 장수영 바둑도장에서 바둑을 배웠다. 아마추어 시절, 2012년 그린피아 명인배 중고생 바둑대회와 2013년 제1회 몽백합배 본선 64강에 진출했고, 2014년 한국중고연맹회장배 고등 최강부에서 입상했다. 2015년 제135회 입단대회를 통해 입단했으며, 12월에 2단으로 승단했다.
2016년 KB국민은행 퓨처스리그와 KB국민은행 바둑리그에 출전했고 3단으로 승단했다. 2017년 KB국민은행 퓨처스리그와 KB국민은행 바둑리그에 출전했고 2017 크라운해태배 본선 32강에 올랐다. 2017년 4단으로 승단했고 2018년 제3회 미래의 별 신예최강전 본선 16강에 진출했다. 2020년 6단으로 승단했다.
2021년 2월, 2020 크라운해태배 결승3번기 2국에서 설현준을 상대로 승리를 거두면서 생애 첫 우승을 차지했고, 한국기원 승단규정에 따라 7단으로 승단했다. 2023년에 9단으로 승단했다.